# مارتن ويتفيلد
مارتن ويتفيلد (بالإنجليزية: Martin Whitfield)‏ هو سياسي بريطاني، ولد في 1965 في نيوكاسل أبون تاين في المملكة المتحدة. نشط حزبياً في حزب العمال الاسكوتلندي ‏. في الانتخابات التشريعية البريطانية 2017، انتخب عضو برلمان المملكة المتحدة الـ57 عن دائرة لوثيان الشرقية وقد انضم خلال فترته النيابية ‏ (8 يونيو 2017 – ) للكتلة البرلمانية حزب العمال.